# Summit NATO ve Vilniusu 2023

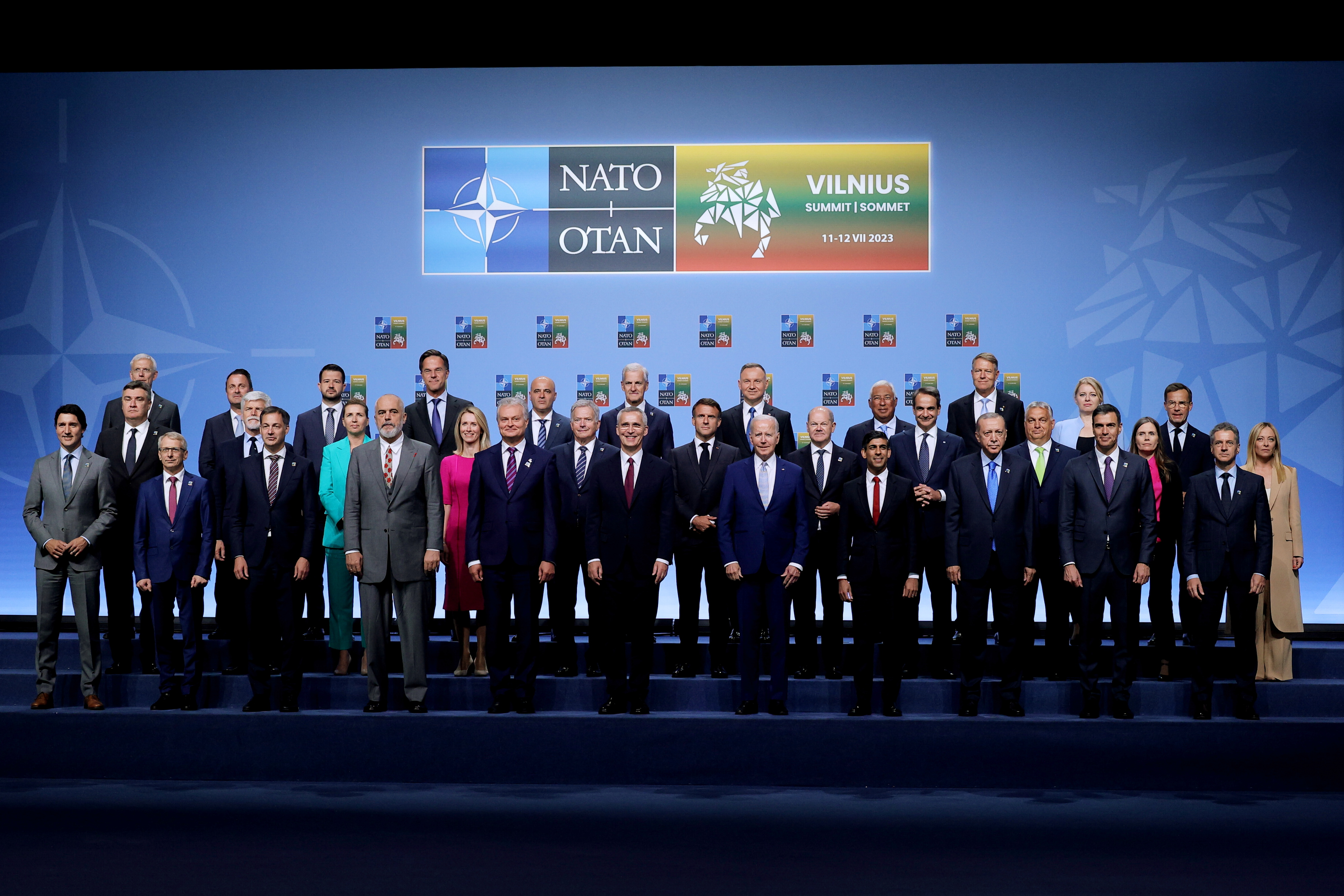
Společná fotografie státních představitelů

Summit NATO 2023 se konal 11. a 12. července 2023 v litevském hlavním městě Vilniusu. Summit byl oficiálně navržen během summitu NATO v Madridu v roce 2022 a jeho data byla stanovena 9. listopadu 2022. Na summitu hlavy členských i přizvaných států diskutovaly o probíhající ruské invazi na Ukrajinu a také o budoucím členství Ukrajiny a Švédska v NATO.

## Pozadí
Summit se konal v souvislosti s pokračující ruskou invazí na Ukrajinu. Prezident Ukrajiny Volodymyr Zelenskyj během svého projevu k litevskému parlamentu v lednu 2023 označil summit za nezbytný. Ukrajinští představitelé vyjádřili potřebu, aby byla Ukrajina formálně pozvána do NATO právě na summitu ve Vilniusu. V době summitu bylo 24 členských států, které formálně deklarovalo svou podporu členství Ukrajiny v NATO. Jmenovitě Joe Biden nechal slyšet, že Ukrajina v této době není připravena pro vstup do NATO. Před konáním summitu, dne 4. července 2023, bývalá prezidentka Litvy Dalia Grybauskaitėová kritizovala západní lídry za to, že nedokázali zabránit ruské agresi, a prohlásila, že by byla chyba odmítnout pozvání Ukrajiny do NATO.
Poté co Finsko vstoupilo do NATO začátkem roku 2023 se mezi mnoha členskými státy NATO očekávalo, že Turecko a Maďarsko dokončí ratifikační proces a umožní přistoupení Švédska před summitem. Kvůli tureckým námitkám však nebylo jasné, zda Turecko do summitu podpoří žádost Švédska o vstup.
Představitelé Austrálie, Japonska, Nového Zélandu a Jižní Koreje se summitu zúčastnili také, aby posílili své vztahy s NATO kvůli rostoucímu napětí s Čínou a Ruskem.

## Summit
Státní představitelé začali do Vilniusu přijíždět v pondělí, v předvečer summitu. Během summitu uspořádal generální tajemník Jens Stoltenberg setkání tureckého prezidenta Recepa Tayyipa Erdoğana a švédského premiéra Ulfa Kristerssona. Po několikahodinových rozhovorech Stoltenberg oznámil, že Erdoğan souhlasil se vstupem Švédska do NATO a se zajištěním jeho ratifikace tureckým parlamentem co nejdříve. Stoltenberg prohlásil, že Ukrajina se členem NATO nestane, dokud rusko-ukrajinská válka neskončí, a že summit nebyl zamýšlen jako formální pozvánka pro Ukrajinu ke vstupu do NATO. Členské země stále zůstávají rozděleny v otázce, zdali bude Ukrajina schopna vstoupit do NATO až bude válka u konce. Ukrajinský prezident Volodymyr Zelenskyj prohlásil, že chce, aby NATO umožnilo Ukrajině vstoupit do aliance, co nejdříve to bude možné po skončení války. Jiné státy však vyjádřily obavu, že zrychlené přijetí Ukrajiny do NATO by mohlo potenciálně zvýšit ruskou agresi a protáhnout válku ještě na delší dobu. Stoltenberg také uvedl, že očekává, že summit vytvoří program dlouhodobé pomoci pro Ukrajinu na několik let: „Už jsme přislíbili 500 milionů eur [11,9 miliard Kč] na kritické potřeby, včetně paliva, lékařského materiálu a odminovací zařízení a pontonové mosty. Pomůžeme také vybudovat ukrajinský bezpečnostní a obranný sektor, včetně vojenských nemocnic. A pomůžeme Ukrajině přejít ze sovětské éry na vybavení a standardy NATO.“

## Účastníci
|  | Nečlenský stát NATO |

|                        | Představitel               | Úřad výkonu                 |
| ---------------------- | -------------------------- | --------------------------- |
| NATO                   | Jens Stoltenberg           | Generální tajemník          |
| Albánie                | Edi Rama                   | Premiér                     |
| Austrálie              | Anthony Albanese           | Premiér                     |
| Belgie                 | Alexander De Croo          | Premiér                     |
| Bulharsko              | Nikolaj Denkov             | Premiér                     |
| Kanada                 | Justin Trudeau             | Premiér                     |
| Chorvatsko             | Zoran Milanović            | Prezident                   |
| Česko                  | Petr Pavel                 | Prezident                   |
| Dánsko                 | Mette Frederiksen          | Premiérka                   |
| Estonsko               | Kaja Kallas                | Premiérka                   |
| Evropská unie          | Charles Michel             | Předseda Evropské rady      |
| Evropská unie          | Ursula von der Leyen       | Předsedkyně Evropské komise |
| Finsko                 | Sauli Niinistö             | Prezident                   |
| Francie                | Emmanuel Macron            | Prezident                   |
| Gruzie                 | Ilia Darčiašvili           | Ministr zahraničí           |
| Německo                | Olaf Scholz                | Kancléř                     |
| Řecko                  | Kyriakos Mitsotakis        | Premiér                     |
| Maďarsko               | Viktor Orbán               | Premiér                     |
| Island                 | Katrín Jakobsdóttir        | Premiérka                   |
| Itálie                 | Giorgia Meloni             | Premiérka                   |
| Japonsko               | Fumio Kišida               | Premiér                     |
| Lotyšsko               | Arturs Krišjānis Kariņš    | Premiér                     |
| Litva                  | Gitanas Nausėda (hostitel) | Prezident                   |
| Lucembursko            | Xavier Bettel              | Premiér                     |
| Černá Hora             | Jakov Milatović            | Prezident                   |
| Nizozemsko             | Mark Rutte                 | Premiér                     |
| Nový Zéland            | Chris Hipkins              | Premiér                     |
| Severní Makedonie      | Dimitar Kovačevski         | Premiér                     |
| Norsko                 | Jonas Gahr Støre           | Premiér                     |
| Polsko                 | Andrzej Duda               | Prezident                   |
| Portugalsko            | António Costa              | Premiér                     |
| Rumunsko               | Klaus Iohannis             | Prezident                   |
| Slovensko              | Zuzana Čaputová            | Prezidentka                 |
| Slovinsko              | Robert Golob               | Premiér                     |
| Jižní Korea            | Jun Sok-jol                | Prezident                   |
| Španělsko              | Pedro Sánchez              | Premiér                     |
| Švédsko                | Ulf Kristersson            | Premiér                     |
| Turecko                | Recep Tayyip Erdoğan       | Prezident                   |
| Ukrajina               | Volodymyr Zelenskyj        | Prezident                   |
| Spojené království     | Rishi Sunak                | Premiér                     |
| Spojené státy americké | Joe Biden                  | Prezident                   |